# Calchaenesthes
Calchaenesthes is een kevergeslacht uit de familie van de boktorren (Cerambycidae). De wetenschappelijke naam van het geslacht werd voor het eerst geldig gepubliceerd in 1863 door Kraatz.

## Soorten
Calchaenesthes omvat de volgende soorten:
- Calchaenesthes diversicollis Holzschuh, 1977
- Calchaenesthes oblongomaculata (Guérin-Méneville, 1844)
- Calchaenesthes pistacivora Holzschuh, 2003
- Calchaenesthes primis Özdikmen, 2013
- Calchaenesthes sexmaculata (Reiche, 1861)